# Gremo mi po svoje 2
Gremo mi po svoje 2 je slovenski mladinski komični film iz leta 2013 in nadaljevanje filma Gremo mi po svoje (2010). Napisal in režiral ga je Miha Hočevar. 

### Zgodba
V Posočju se na taborjenju pojavijo rivali rodu Zvitega svizca, štajerski taborniki iz rodu Zlatih lisjakov, ki jih vodi Šefe. Štrene jim zmeša zahtevna gorenjska inšpektorica.

## Financiranje in produkcija
Projekt je ocenjen na 1.438.760 evrov. Podprl ga je Slovenski filmski center (730.000 evrov). Tehnične storitve je nudil FS Viba film (238.880 evrov). Producent je bil Danijel Hočevar iz podjetja Vertigo.
Film so posneli poleti leta 2012 v okolici Bovca.

## Odziv v medijih ter pri kritikih in gledalcih

### Mediji
Na spletnem blogu Časnik.si so objavili protestni zapis zaradi omembe AIDS-a, vulgarnosti ter negativnega odnosa do lika inšpektorice.

### Kritiki
Marcel Štefančič jr. je napisal, da se Zrnec zopet ne trudi in da je marketingar Hočevar dal množico otrok v film le zato, da jih bodo šli gledat njihovi sorodniki, sošolci in prijatelji (ocena: »zadržan«).
Vid Šteh je napisal, da gre za najslabši slovenski film vseh časov in da je njegov predhodnik v primerjavi z njim kandidat za cannsko zlato palmo. Opisal ga je kot vsebinsko izpraznjenega in neumnega ter polnega zafrkancij v slogu pijanih tabornikov (ocena: 1 od 10).

### Obisk v kinu
Film je videlo 128.366 gledalcev.

## Zasedba
| - Jurij Zrnec: starešina - Tadej Toš: Šefe - Tadej Koren Šmid: Aleks - Jure Kreft: Zaspanec - Matevž Štular: Jaka - Uroš Kaurin: vodnik Peter | - Luka Cimprič: vodnik Grega - Jana Zupančič: kuharica Majda - Mateja Pucko: štajerska kuharica Majda - Sabina Kogovšek: Inšpektorica - Sandi Pavlin: Zaspančev dedek - Milena Zupančič: punca Zaspančevega dedka | - Larisa Lara Pohorec: Gabrijela - Klemen Kotar: snemalec Klemen - Zala Linea Rutar: Zala - Mohor Pleničar: Mohor - Jon Kokovnik: Jon Duhovnik - Erik Oprešnik: Janez Mišica |

## Ekipa
- fotografija: Simon Tanšek
- montaža: Andrija Zafranović
- glasba: Davor Herceg
- scenografija: Miha Ferkov
- kostumografija: Katja Hrobat
- maska: Mojca Gorogranc Petrushevska
- zvok: Julij Zornik

## Nagrade
- tri zlate role in ena velika zlata rola za nadpovprečno gledanost (podeljujeta Kolosej in Društvo slovenskih filmskih ustvarjalcev)

## Izdaje na nosilcih
- Gremo mi po svoje 2. video DVD. Ljubljana : Cinemania Group, 2014